# Frederik Roslyng
Frederik Roslyng Christiansen (født 25. december 2005) er en professionel dansk fodboldspiller, der spiller for AC Horsens. Han er søn af håndboldparret Lars Christiansen og Christina Roslyng.

## Karriere
Roslyng har været en del af AC Horsens Akademi siden U14, hvor han kom fra Juelsminde IF. I 2024 blev han permanent rykket op i førsteholdstruppen efter at have været transitionsspiller i en længere periode. Roslyng har kontrakt med AC Horsens til 2027.